# حقوق الإنسان في جمهورية إفريقيا الوسطى
وصف المفوض السامي للأمم المتحدة جمهورية أفريقيا الوسطى بأنها تمر «بأكثر الأزمات المُهمَلة في العالم»، فهي تمتلك سجلاً سيئاً للغاية فيما يتعلق بحقوق الإنسان. صُنفت بأنها «ليست حرة» من قبل فريدم هاوس خلال الفترة بين عامي 1972 و1990، وفي عامي 2002 و2003، ومنذ عام 2014 وحتى يومنا هذا. كما صُنفت على أنها «حرة جزئياً» في الفترة بين عامي 1991 وحتى 2001، ومن عام 2004 إلى عام 2013. احتلت جمهورية أفريقيا الوسطى المرتبة 179 من أصل 187 دولة في مؤشر الأمم المتحدة للتنمية البشرية، كما انخفض متوسط العمر المتوقع من 49 عاماً حتى 47.7 عاماً.
تحدث انتهاكات كبيرة لحقوق الإنسان في جمهورية أفريقيا الوسطى بحسب وزارة الخارجية الأمريكية، وتشمل العقوبات خارج نطاق القانون التي تنفذها قوات الأمن، وتعذيب المشتبه بهم والسجناء وضربهم واغتصابهم والإفلات من العقاب خصوصاً بالنسبة للقوات المسلحة، إضافةً للظروف القاسية التي يعاني منها السجناء في السجون ومراكز الاحتجاز والتي تهدد حياتهم، والاعتقال التعسفي والاحتجاز لفترة طويلة قبل المحاكمة والحرمان من الحق في محاكمة عادلة والترهيب والفساد الرسمي والقيود المفروضة على الصحافة وعلى حرية الحركة وعلى حقوق العمال.
يشير تقرير وزارة الخارجية إلى استخدام العنف على نطاق واسع، والذي قد يكون قاتلاً في أغلب الأحيان، وإلى انتشار ختان الإناث والتمييز في المعاملة ضد الإناث والبيغمي والإتجار بالبشر والأشغال الشاقة وعمالة الأطفال. تعتبر حرية التنقل محدودة في الجزء الشمالي من البلاد «بسبب نشاطات قوات أمن الدولة وقطاع الطرق المسلحين وغيرهم من الكيانات المسلحة غير الحكومية». نزح الكثير من الأشخاص في الداخل بسبب القتال بين الحكومة والقوات المناهضة لها.

## التقارير الأخيرة عن انتهاكات حقوق الإنسان
جاء في التقرير الذي صدر في أكتوبر 2008 عن قسم حقوق الإنسان في مكتب الأمم المتحدة لدعم السلام في البلاد والمعروف باسم BONUCA (مكتب الأمم المتحدة لبناء السلام في جمهورية أفريقيا الوسطى)، أن هنالك «تدهوراً خطيراً يتعلق بالوضع الأمني في شمال البلاد حيث تنشط كل من القوات الحكومية والمتمردين وقطاع الطرق، الذين ارتكبوا جميعاً الكثير من الفظائع»، كما ذكر التقرير أن «عمليات القتل غير القانونية والتعذيب والاعتقالات التعسفية على يد قوات الأمن والدفاع المدعومةً بثقافة الحصانة، قد ساهمت بشكل كبير في تدهور حقوق الإنسان».
أشار التقرير أيضاً إلى أن قوات الحكومة «تنتهك قوانين الحرب بشكل صارخ خلال عملياتها ضد المتمردين أو قطاع الطرق، فهي لا تميز بين حملة السلاح والمدنيين أثناء غاراتها الانتقامية، فقد أحرق الجيش المنازل وأعدم المتهمين بالتواطؤ مع المتمردين والعصابات». جاء في التقرير أيضاً أن الجنود في بلدة بوار زعموا «أن الرؤوس المقطوعة التي عرضوها للعيان تعود لأفراد من عصابات الطريق السريع، الذين كانوا يعذبون المسافرين وينهبون السكان المحليين ويختطفون النساء والأطفال من أجل الفدية». من ناحية أخرى، أفاد التقرير بأن الحكومة كانت متعاونة للغاية مع جماعات حقوق الإنسان.
صرحت نافانيثيم بيلاي في فبراير من عام 2010، وهي المفوض السامي للأمم المتحدة لحقوق الإنسان، بأن الإفلات من العقاب فيما يتعلق بانتهاكات حقوق الإنسان هو أحد التحديات الرئيسية في جمهورية أفريقيا الوسطى، ودعت لبذل جهود مضنية لوضع حد للانتهاكات الخطيرة التي تمارسها السلطة.
جاءت في تقرير لمنظمة العفو الدولية كان قد تناول التطورات في البلاد خلال عام 2011، لمحة عامة عن مختلف الجماعات المتمردة ضد الحكومة، حيث كان الجزء الشمالي الغربي من البلاد تحت سيطرة «الجيش الشعبي لاستعادة الديمقراطية»، وهو عبارة عن مجموعة مسلحة وقعت اتفاق سلام مع الحكومة، وتركزت هجمات «جيش الرب للمقاومة» في الشرق والجنوب الشرقي، كما هاجم «اتحاد القوى الديمقراطية من أجل الوحدة» واحتل البلدة الشمالية الشرقية من سام وانجا في يوليو من عام 2011. لاحظت منظمة العفو الدولية أنه بسبب كل هذه الأعمال العدائية، أصبحت نسبة كبيرة من جمهورية أفريقيا الوسطى خارج سيطرة الحكومة، فقد نزح أكثر من 200,000 شخص داخلياً، ونحو 200,000 آخرين إلى البلاد المجاورة.
دعا التقرير الصادر عن الفيدرالية الدولية لحقوق الإنسان في 10 يناير من عام 2013 جميع الأطراف في البلاد إلى "إنهاء انتهاكات حقوق الإنسان، وحماية المدنيين والعمل على إنشاء حكم أفضل لجمهورية أفريقيا الوسطى، لا سيما فيما يتعلق بوضع حد للإفلات من العقوبات وملاحقة مرتكبي الجرائم". لكن تقريراً عن الصليب الأحمر الدولي أشار إلى أنه «على الرغم من المحادثات الجارية في ليبرفيل، فقد اضطر سكان مدينتي سيبوت ودمرة إلى الفرار من منازلهم هرباً من العنف المسلح، ليقيموا ملاجئ لهم في الادغال معرضين أنفسهم للبعوض الحامل للملاريا».

## لمحة تاريخية
استقلت جمهورية أفريقيا الوسطى عن فرنسا في عام 1960، لتتعرض بعدها «لعقود من سوء الحكم والخروج عن القانون» بحسب لجنة الإنقاذ الدولية، ووصف مركز حقوق الإنسان في قانون بيركلي هذه الفترة بأنها «عقود من عدم الاستقرار السياسي وهشاشة الدولة وسوء الإدارة وسلسلة من النزاعات المسلحة».
أطاح الكولونيل جان بيدل بوكاسا بديفيد داكو مؤسس دولة الحزب الواحد من خلال انقلاب عام 1965، وعين جان نفسه رئيساً مدى الحياة في عام 1972، وإمبراطوراً في عام 1976. أدت الانقلابات بين عامي 1979 و1981 إلى سيطرة المجلس العسكري، وأُقيمت انتخابات حرة في عام 1993، ثم استولى الجنرال فرانسوا بوزيزي على السلطة في عام 2003، ليجري اختياره بعد سنتين بصفته رئيساً من خلال انتخابات حرة ونزيهة.  

## منظمات حقوق الإنسان
يمكن لمنظمات حقوق الإنسان العمل داخل جمهورية أفريقيا الوسطى بوجود القليل من القيود الرسمية، لكن الحكومة لا تميل إلى مشاركة هذه المنظمات اهتمامها وقلقها. يقتصر عمل المنظمات المحلية غير الحكومية على العاصمة. ومن ضمن مجموعات حقوق الإنسان المحلية الفعالة (رابطة أفريقيا الوسطى لحقوق الإنسان) و (مكتب أفريقيا الوسطى لحقوق الإنسان) و (رابطة النساء الحقوقيات).
على الرغم من السماح للمنظمات الدولية بالعمل دون أي تدخل، إلا أنها كانت تتعرض للسرقة في أغلب الأحيان من قبل القوات المناهضة للحكومة على الطرق الريفية. أغلقت بعض من مجموعات حقوق الإنسان الدولية مكاتبها في البلاد نظراً لارتفاع نسبة انعدام الأمان في بعض المناطق من جمهورية أفريقيا الوسطى.

## الحقوق الأساسية
بحسب الدستور في جمهورية أفريقيا الوسطى، يعتبر جميع البشر متساويين بغض النظر عن الثروة أو العرق أو الإعاقة أو اللغة أو الجنس، إلا أن هذه الأحكام لا تُطبق بفعالية، بل يوجد تمييز في المعاملة بين الناس.
تُوصف الشرطة بأنها عاجزة، وتعاني من نقص التمويل وتتصرف بشكل غير منتظم وبالتالي لا يثق بها الشعب، الذي يمكنه تقديم شكاوى ضد الشرطة بسبب سوء المعاملة، إلا أن موظفي النيابة غير مؤهلين للتعامل مع حجم هذه الشكاوى. خلال عمليات الحكومة ضد القوات المناهضة لها، أحرق الجيش المنازل وقتل القرويين المتهمين بمساعدة المتمردين، بينما أخذت القوات المناهضة للحكومة عدداً من المدنيين باعتبارهم رهائن وابتزت الأموال من أقاربهم.
بحسب دستور البلاد فإن القانون يؤيد حرية التعبير والصحافة، لكن الواقع يُظهر استخدام التهديدات والترهيب للحد من انتقاد الحكومة. اتهمت الحكومة بمضايقة الصحفيين والتنصت على هواتفهم. الصحف التي تنتقد الرئيس غير متاحة خارج العاصمة بسبب عدم وجود خدمة البريد، إضافةً إلى أن نقص معدل الإلمام بالقراءة والكتابة داخل البلاد يحد من جمهور هذه الصحف. تتجنب المحطات الإذاعية المحلية الخاصة تغطية الأخبار التي قد تلفت انتباه الحكومة إليها.
تحتكر الدولة محطات التلفاز في جمهورية أفريقيا الوسطى، ودائماً ما تُحرَّف الأخبار لصالحها، كما يزعم المجلس الأعلى للاتصالات المكلف بمنح تراخيص النشر والبث وحماية حرية التعبير بأنه مستقل، لكنه يُعين بشكل جزئي من قبل الحكومة ويُقال إنها تسيطر عليه.
تعرضت مصورة في عام 2010 للضرب والسرقة والاغتصاب بحضور أطفالها وزوجها، ولم يُلق القبض على أحد.
يجري تقييد التجمعات على الرغم من أن الحق في التجمع مكفول في الدستور، ويتعين على منظمي الاجتماعات العامة التسجيل قبل 48 ساعة، أما الاجتماعات السياسية فهي تتطلب موافقة الحكومة ولا يمكن عقدها في المدارس أو الكنائس.

## حقوق المرأة
يعد الاغتصاب مخالفاً للقانون، ولكنه لا يشمل الاغتصاب الزوجي، وليس هناك حد أدنى للعقوبة على الاغتصاب، كما لا يجري تطبيق القانون ضده بشكل فعال. دعت بيلاي مفوض الأمم المتحدة السامي لحقوق الإنسان إلى اتخاذ إجراءات عاجلة للتصدي للعنف الجنسي ضد المرأة، والذي يعد أمراً منتشراً.
تتعرض النساء للتمييز الاقتصادي والاجتماعي، وكثيراً ما تُحرم النساء العازبات من إعانات الأسرة التي يفترض أن يحصلن عليها، كما تُحرم المرأة من المساواة في الحصول على التعليم والوظائف. تُتهم النساء كبيرات السن اللاتي يعشن دون أسرهن، بأنهن ساحرات ويتعرضن بسبب ذلك للاتهام والاعتقال والاعتداء من قبل الرعاع.

## حقوق الأطفال
يحق للأطفال المولودين في الدولة أو لأبوين من مواطنيها الحصول على الجنسية، يقارب عدد الأطفال غير المسجلين النصف، وهذا قد يؤدي إلى حرمانهم من التعليم أو الخدمات الأخرى. التعليم إلزامي حتى سن 15، وهو مجاني لكنه لا يشمل الكتب واللوازم والنقل والتأمين. تُحرم الفتيات من حقهن في فرص متساوية للحصول على التعليم الابتدائي، وينقطعن مبكراً عن الدراسة بسبب الضغط عليها من خلال الزواج والإنجاب. تعتبر إساءة معاملة الأطفال أمراً واسع الانتشار على الرغم من أنه غير قانوني، وكذلك ختان الفتيات. تصل نسبة الفتيات اللاتي يتزوجن قبل بلوغهن سن الثامنة عشرة نحو 61%. عمالة الأطفال وتجنيدهم أمر شائع في البلاد، وهنالك تقارير عن أطفال لا يتجاوز عمرهم 12 عاماً يخدمون في صفوف القوات المناهضة للحكومة.
يوجد أكثر من 6000 طفل في الشوارع تتراوح أعمارهم بين 5 و18 عاماً، حيث يعتقد الخبراء أن فيروس الإيدز والإيمان بالسحر وخصوصاً في المناطق الريفية هما السببان الرئيسان وراء ذلك.